# Atole
Az atole egy Mexikóból és Közép-Amerikából származó alkoholmentes ital, legfőbb alapanyaga a kukorica. Forrón fogyasztják, mert lehűlve megsűrűsödik. Gyakran ízesítik például gyümölcsökkel, kakaóval, vaníliával, fahéjjal vagy ánizzsal; csokoládés változata a champurrado. Gyakran fogyasztják az év minden részében, de különösen halottak napja körül és a karácsonyi időszakban, és az utcákon is árulják.

## Összetevői, elkészítése

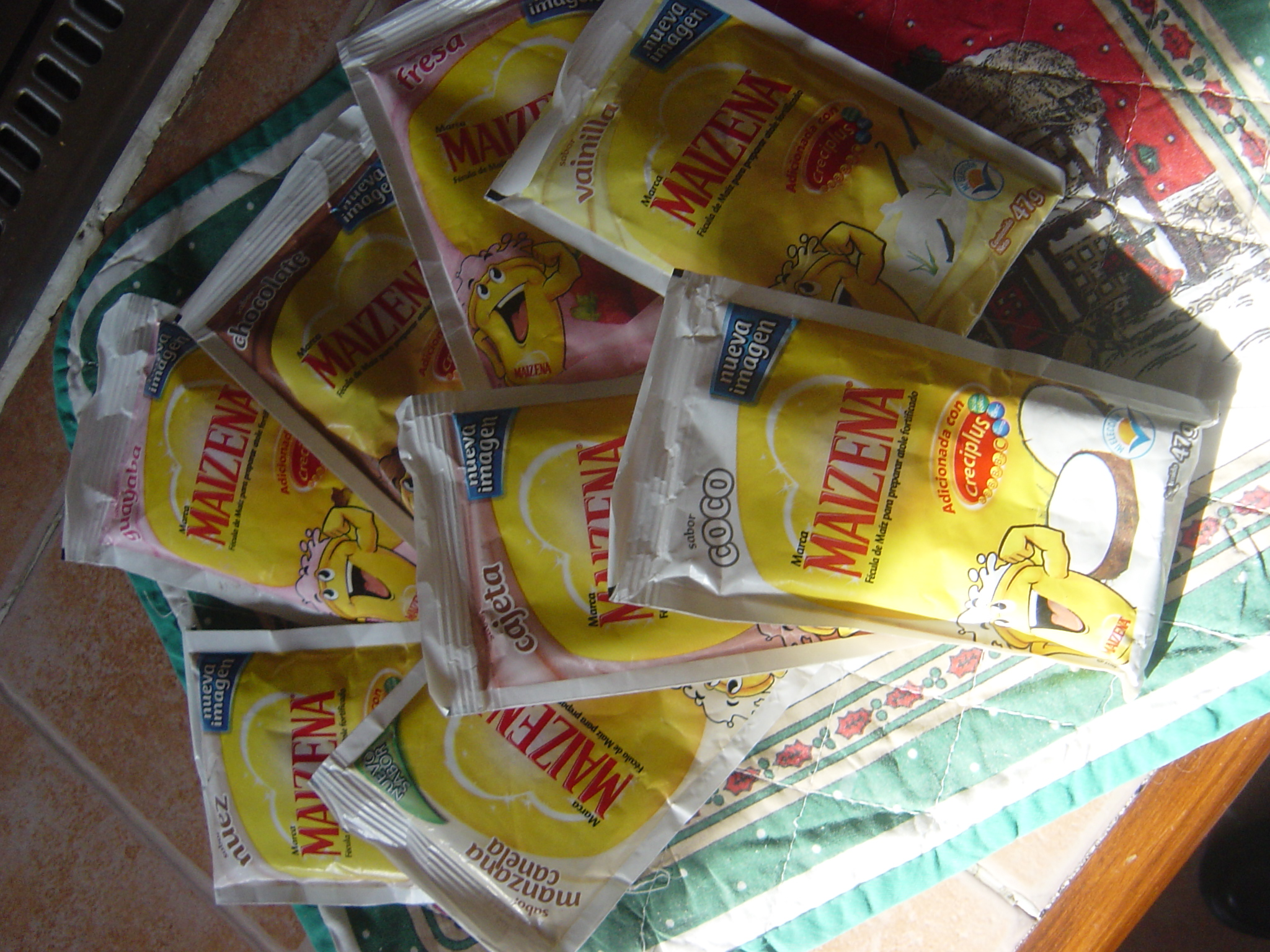
Különféle csomagolt kukoricalisztek többféle ízesítésű atoléhez

Az atolének sokféle változata ismert. Ami közös bennük, az a kukoricaliszt: ezt vízzel és cukorral (gyakran finomítatlan barna cukorral) vegyítve kell keverés mellett forralni, és hozzáadni az ízesítőket. Ez bármilyen (édes) fűszer vagy gyümölcs is lehet. Ezután 5-10 percig forralás nélkül melegen tartva kell pihentetni.

## Szólások az atolével kapcsolatban
Az atole népszerűségét bizonyítja, hogy számos spanyol nyelvű szólás keletkezett, melyekben szerepel:
| A szólás spanyolul                                              | Szó szerinti jelentés                                                        | Valódi jelentés                                                |
| --------------------------------------------------------------- | ---------------------------------------------------------------------------- | -------------------------------------------------------------- |
| Dar atole con el dedo.                                          | Atolét adni az ujjunkkal.                                                    | Csalni.                                                        |
| Tener sangre de atole.                                          | Atole-vérűnek lenni.                                                         | Lassúnak, „hidegnek”, érzéketlennek lenni.                     |
| ¡Con la que entiende de atole, escoba y metate, con esa cásate! | Aki ért az atoléhoz, a seprűhoz és a kukoricaőrlő mozsárhoz, azzal házasodj! | Szorgalmas, gyakorlatias asszonyt vegyél feleségül!            |
| Más vale atole con risas que chocolate con lágrimas.            | Többet ér az atole nevetéssel, mint a csokoládé könnyekkel.                  | Jobb szegényen, de boldogan élni, mint gazdagon, de szomorúan. |
| No se puede chiflar y beber atole.                              | Nem lehet egyszerre fütyülni és atolét inni.                                 | Nem lehet két dolgot egyszerre jól csinálni.                   |
| Si con atolito vamos sanando, pues atolito vámosle dando.       | Ha atolécskével gyógyítunk, akkor adjunk ezután is atolécskét.               | Járt utat járatlanért el ne hagyj!                             |
| Como dueño de mi atole, lo menearé con un dedo.                 | Atolém gazdájaként ujjal fogom keverni azt.                                  | Ami az enyém, azzal azt csinálok, amit akarok.                 |
| Contigo la milpa es rancho y el atole champurrado.              | Veled a kukoricaföld rancho (nagy gazdaság), az atole champurrado.           | Az élet szép, ha Veled vagyok.                                 |